# Новый завет в богословии

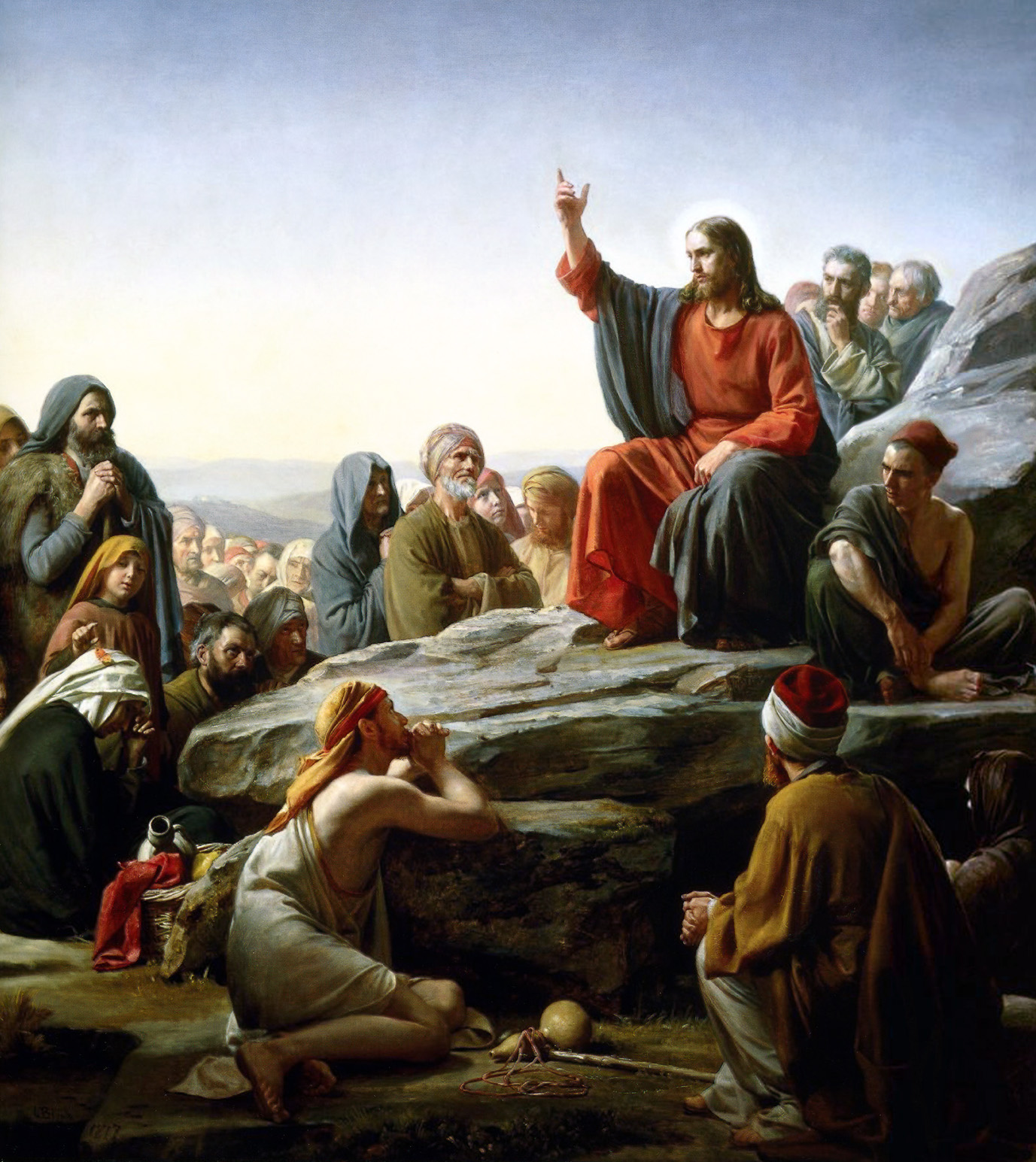
Христиане верят, что Иисус Христос передаёт нам Новый Завет (например,). На картине изображена Нагорная проповедь, в которой Христос противопоставляет заповеди старые и новые: «Вы слышали, что сказано древним … А Я говорю вам…» (см. Истолкование Закона Моисеева Иисусом). Некоторые учёные считают, что типологически Нагорная проповедь является противоположностью провозглашения Десяти заповедей на горе Синай.

Новый завет (ивр. ברית חדשה‎ [berit ḥadasha]; греч. διαθήκη καινή [diathēkē kainē]) — термин, используемый в Библии, в Ветхом и Новом Завете, для обозначения новых качественных отношений между Богом и человеком. Человек, искупленный от первородного греха и его последствий добровольной крёстной смертью Иисуса Христа как Спасителя мира и принявший искупление, вступает в совершенно иную, по сравнению с ветхозаветной, стадию развития и, переходя из рабского, подзаконного состояния в свободное состояние сыновства и благодати, получает новые силы к достижению поставленного ему идеала нравственного совершенства как необходимого условия для спасения.
В Танахе / Ветхом Завете термин «новый завет» встречается единственный раз, в книге пророка Иеремии 31:31—34.

## Синонимы понятия «Новый завет»
Другие библейские книги вместо термина «Новый завет» могут использовать различные другие выражения — синонимы:
- «завет мира»

«Заключу с ними завет мира и удалю с земли лютых зверей, так что безопасно будут жить в степи и спать в лесах» 
Книга пророка Иезекииля 34.25
- «вечный завет»

«Заключу с ними завет мира, завет вечный будет с ними. И устрою их, и размножу их, и поставлю среди них святилище Мое на веки. И будет у них жилище Мое, и буду их Богом, а они будут Моим народом» Иезекиль 37.26
- Новая Тора

Новая Тора от меня выйдет (Исайя 51:4)
- Новая песнь

«Пойте Господу новую песнь, хвалу Ему от концов земли, вы, плавающие по морю, и всё, наполняющее его, острова и живущие на них» Исайя 42.10
«и вложил в уста мои новую песнь — хвалу Богу нашему. Увидят многие и убоятся и будут уповать на Господа» Псалтырь 39.4
"Они поют как бы новую песнь пред престолом и пред четырьмя животными и старцами; и никто не мог научиться сей песни, кроме сих ста сорока четырёх … "
Откровение 14.3
«И поют новую песнь, говоря: достоин Ты взять книгу и снять с неё печати, ибо Ты был заклан, и Кровию Своею искупил нас Богу из всякого колена и …»
Откровение 5.9
- Вечное евангелие

«И увидел я другого Ангела, летящего по средине неба, который имел вечное Евангелие, чтобы благовествовать живущим на земле и всякому племени и …»
Откровение 14.6
- «завет»,
- «завет милости», метафорически — «гора Сион»

Во всех цитатах говорится об установлении новых отношений между Богом и человеком. В Новом Завете слова о заключении «нового завета» говорит Иисус Христос на Тайной вечери; "новый завет" упоминается в Посланиях ап. Павла к Коринфянам, а ключевым текстом можно назвать новозаветное Послание к Евреям, 8:8—12. Автор послания цитирует книгу пророка Иеремии и даёт своё толкование. Также упоминания нового завета встречаются в литературе Кумрана.

## Ветхий Завет — Книга пророка Иеремии
Главы 30 и 31 книги пророка Иеремии в библеистике принято называть «Книгой Утешения». В ней возвещается прощение грешников и то, что Господь не взыщет с новых поколений за ошибки отцов: В те дни уже не будут говорить: «отцы ели кислый виноград, а у детей на зубах оскомина». Иер. 31:29 . Народ Израиля множество раз оказывался недостоин Обетования и Завета, но Бог исполнит предначертанное вопреки всему. Прежний Завет нарушен, но Бог его восстановит. Подобно тому, как ветхий завет (Исх. 19—24) обусловливает освобождение из египетского плена (Исх. 12—15), новый завет повлечёт за собой освобождение от греха (ст. 34). В книге пророка Иеремии, 31:31—34 содержится единственное в Ветхом Завете упоминание завета нового:

Вот наступают дни, говорит Господь, когда Я заключу с домом Израиля и с домом Иуды новый завет,
не такой завет, какой Я заключил с отцами их в тот день, когда взял их за руку, чтобы вывести их из земли Египетской; тот завет Мой они нарушили, хотя Я оставался в союзе с ними, говорит Господь. Но вот завет, который Я заключу с домом Израилевым после тех дней, говорит Господь: вложу закон Мой во внутренность их и на сердцах их напишу его, и буду им Богом, а они будут Моим народом. И уже не будут учить друг друга, брат брата, и говорить: «познайте Господа», ибо все сами будут знать Меня, от малого до большого, говорит Господь, потому что Я прощу беззакония их и грехов их уже не воспомяну более.

- Толкование Феофана Затворника на эти слова Иеремии: Мысли вслух на Евр 8:7-13, где цитируется этот отрывок Ветхого Завета.
- Иудейское толкование на эти слова Иеремии

## Кумран
В Дамасском документе, кумранском тексте, датируемом второй половиной II века до н. э. мы видим пример интерпретации понятия "нового завета", характерный для "междузаветного периода" (по терминологии христианского богословия). Новое понимание нового завета состоит в том, что теперь, в эпоху перед пришествием Мессии община порывает с храмовым культом и с Израилем вообще.
CD-A 5. 21 — 6. 21:15

И земля опустела, ибо говорили непокорно против заповедей Бога, дарованных через Моисея и также через помазанников святости и пророчествовали ложь, чтобы отвратить Израиль от Бога. Но вспомнил Бог Завет изначальный (berith rishonim) и поставил из Аарона разумных и из Израиля мудрых, и возвестил им, чтобы выкопали колодец. «Колодец, который копали князья, вырыли его благородные народа посохом» есть Тора ….И все, кто приведены в Завет (asher huv’u ba-berith), не должны входить в святилище, чтобы зажигать огонь жертвенника напрасно….Ведь они должны следить за тем, чтобы действовать согласно интерпретации Торы для поры нечестия — отделиться от сынов погибели….в соответствии с тем, что им открылось, согласно заповеди, данной вступившим в Новый Завет (ke-mitzwath bae ha-berith ha-hadasha) в стране Дамаска, чтобы….любить каждому брата своего как самого себя…

Созвучная идея всплывает и в другом кумранском тексте, Пешер Хаввакук (1QpHab 2), где в отличие от Дамасского документа маркером нового завета оказывается коренная ре-интерпретация не Пятикнижия, а ветхозаветного пророческого текста (кн. Хаввакука-Аввакума).

## Новый завет в первоначальной христианской традиции
В Синодальном переводе Нового завета выражение «Новый завет» встречается в Евангелиях от Марка 14:24, от Луки 22:20 и от Матфея 26:28; в Первом послании к Коринфянам 11:25, во Втором послании к Коринфянам 3:6, в Послании к Евреям 8:8, 9:15 и 12:24 и передаёт греческие слова διαθήκη и καινός или νέας. Для Евангелия от Луки 22:17—20 существуют несколько вариантов текста (например, кодекс Безы, представляющий Западный тип текста, опускает стихи 19b-20).

### Синоптические евангелия
Мотив нового завета появляется в синоптических евангелиях в описании Тайной вечери. Версия Луки наиболее эксплицитно выявляет мотив нового завета. Лук. 22:7—20 (ср. Мф 26:17-29; Мк 14:12-25; 1 Кор 11:25):

   Настал же день опресноков, в который надлежало заколать пасхального [агнца], и послал [Иисус] Петра и Иоанна, сказав: пойдите, приготовьте нам есть пасху....И когда настал час, Он возлег, и двенадцать Апостолов с Ним, и сказал им: очень желал Я есть с вами сию пасху прежде Моего страдания, ибо сказываю вам, что уже не буду есть её, пока она не совершится в Царствии Божием. И, взяв чашу и благодарив, сказал: приимите её и разделите между собою....Также и чашу после вечери, говоря: сия чаша [есть] Новый Завет в Моей крови, которая за вас проливается Мк. 14:24=Мф 26:28, א, B: ибо сие есть кровь Моя Завета, за многих изливаемая (Мф: + во оставление грехов)].

В отличие от кумранских текстов, храмовый культ евангелиями не отвергается, судя по всему, Иисус с учениками за пасхальной трапезой вкушают принесённого ранее в жертву в Храме пасхального агнца. Некоторое дистанцирование от Храма есть, прощение грехов — не результат храмового жертвоприношения, а происходит через смерть праведника (ср. мотив мученичества в 2 Макк. 7, см. концепция завета в период Второго храма)
В синоптических евангелиях нет акцента на совершенно новой интерпретации Закона (Торы) как основного элемента нового завета. Однако отмена жертвоприношений и замена их искупительной жертвой Христа приводит к реинтерпретации понятия "завет". В "Послании к Евреям" эта тенденция выражена эксплицитно.

### Послание к Евреям
Послание к Евреям цитирует Иер 31:31-34 Евр. 8:8—12). В Послании новизна нового завета обусловлена появлением нового первосвященника «вовек по чину Мелхиседека» Евр. 7:21). С точки зрения автора Послания, принесение принципиально иной искупительной жертвы — вечной жертвы Иисуса — отменяет необходимость в традиционном храмовом культе.

Но пророк, укоряя их, говорит: вот, наступают дни, говорит Господь, когда Я заключу с домом Израиля и с домом Иуды новый завет, не такой завет, какой Я заключил с отцами их в то время, когда взял их за руку, чтобы вывести их из земли Египетской, потому что они не пребыли в том завете Моем, и Я пренебрег их, говорит Господь. Вот завет, который завещаю дому Израилеву после тех дней, говорит Господь: вложу законы Мои в мысли их, и напишу их на сердцах их; и буду их Богом, а они будут Моим народом. И не будет учить каждый ближнего своего и каждый брата своего, говоря: познай Господа; потому что все, от малого до большого, будут знать Меня, потому что Я буду милостив к неправдам их, и грехов их и беззаконий их не воспомяну более. 

### Послания к Коринфянам
Апостол Павел обращается к понятию "нового завета" в 1 Кор. 11:24-25 и в процитированном ниже отрывке 2 Кор. В 1 Кор. он воспроизводит слова Христа на Тайной вечере, связанные с искупительной смертью. В 2 Кор. апостол отсылает читателя к Иер. 31:31-34 («написанного в сердцах») и представляет новый завет как реинтерпретацию Торы.
2 Кор 3:2 — 4:4:

Вы — наше письмо, написанное в сердцах наших, узнаваемое и читаемое всеми человеками; 3 вы показываете собою, что вы — письмо Христово, через служение наше написанное не чернилами, но Духом ….от Бога. Он дал нам способность быть служителями Нового Завета, не буквы, но духа…. Имея такую надежду, мы действуем с великим дерзновением, а не так, как Моисей, [который] полагал покрывало на лице своё, чтобы сыны Израилевы не взирали на конец преходящего. Но умы их ослеплены: ибо то же самое покрывало доныне остается неснятым при чтении Ветхого Завета, потому что оно снимается Христом. Доныне, когда они читают Моисея, покрывало лежит на сердце их; но когда обращаются к Господу, тогда это покрывало снимается…. для неверующих, у которых бог века сего ослепил умы…для них не воссиял свет благовествования о славе Христа, Который есть образ Бога невидимого.

Закон возвещает смерть и воскресение Мессии, и это новое истолкование Писания и есть суть нового завета. Новый завет не подразумевает отказа от Торы, ценность которой новый завет только подтверждает. Такое понимание нового завета объединяет 2 Кор. с Дамасским документом, где так же, как и в послании раскрытие нового смысла Торы обусловлено «наступлением времён» и дарованием Духа. И смысл остаётся сокрытым для тех, кто не принадлежит к общине. Принятие новой интерпретации Торы является критерием принадлежности к новому завету и в послании Павла, и в кумранской традиции.

## Оригинал и переводы выражения «новый завет»

### Интерпретация греческого выражения
В греческом тексте Библии употребляется выражение "διαθήκη καινή". Обычно "διαθήκη" значит "соглашение, заключение между двумя людьми". Это соглашение зависит от определённых условий, которые они оба принимают; и если один из них нарушает эти условия, завет теряет свою силу. В греческом языке для обозначения соглашения обычно употребляется слово "συνθήκη", обозначающее соглашение между двумя странами. А слово "διαθήκη" в греческом языке обычно означает не "соглашение", а "завещание", "воля". Поэтому отношения человека с Богом обозначены словом "диатеке": это завет, автором условий, инициатором которого является лишь одна сторона.
В греческом языке есть два слова, со значением "новый": "νεος" характеризует вещь, новую во времени. Она может быть точной копией многих предшествовавших, но, коль скоро она изготовлена после них, она — новая. καινος характеризует новую вещь или феномен не только в плане времени, но и качественно. Поэтому новый завет καινή διαθήκη качественно отличается от старого завета.

## Интерпретация библейских текстов

### Современная библеистика
Учёный-библеисты согласны в том, что отрывок Иер 31:31-34 выражает воззрения пророка, даже если и не представляет его собственные слова. Washington полагает, что формулировка здесь принадлежит одному из учеников Иеремии. Согласно Моше Вайнфельду, Иер 31. 31-34 принадлежит к серии характерных для Иеремии антитетических пророчеств, в которых старая жизненная ситуация противополагается ожидаемой духовной метаморфозе Израиля Вайнфельд полагает, что истоки этой традиции можно обнаружить уже у Иосии.
Необходимость в повторном заключении завета возникает из-за того, что «завет Мой они нарушили». Однако обещание «нового завета», спасения и прощения грехов никак не связано ни с очищением алтаря, ни с жертвоприношениями вообще, что может корреспондировать с историческими обстоятельствами: прекращением жертвоприношений и разрушением Храма.
На вопрос о том, в чём собственно новизна нового завета Иеремии, большинство исследователей отвечают: в «интериоризации» завета. Что же касается требований завета, заповедей, то они остаются прежними, как остаётся прежним и сам субъект договора с Богом народ Израиля, то есть речь идёт о возобновлении синайского завета. Пророк возвещает о том, что в будущем требования Торы станут внутренним императивом сердец, и тогда, наконец, Израиль будет им неукоснительно следовать. В новую эпоху не будет необходимости ни в каком религиозном учительстве.
Некоторые исследователи всё же готовы допустить, что слова Иеремии, особенно если их историческим контекстом была катастрофа разрушения Храма, могли выражать ощущение пророка, что по крайней мере культовые предписания Моисеева закона теперь не более, чем «мертвая буква».

### Иудаизм
С точки зрения иудаизма
- новый завет касается только евреев («Я заключу с домом Израиля и с домом Иуды (…)», «(…) Я заключил с отцами их в тот день, когда взял их за руку, чтобы вывести их из земли Египетской»)
- Новый завет ещё не наступил и наступит, когда все познают Господа. («И уже не будут учить друг друга, брат — брата и говорить: „познайте Господа“, ибо все сами будут знать Меня, от малого до Большого, говорит Господь, потому что Я прощу беззакония их и грехов их уже не воспомяну более.»)
- условие нового завета те же, что и условия завета, заключённого Богом с домом Израиля на Синае. («Тогда сказал им: положите на сердце ваше все слова, которые я объявил вам сегодня, и завещайте их детям своим, чтоб они старались исполнять все слова закона сего. (Второзаконие 32:46)»)
- речь идёт не об избрании нового народа, а во вложении закона «внутрь». Эра Мессии описывается так же: будут раскрыты смыслы Торы. Поэтому пророчество относится к эре Мессии и пока не сбылось. В Мессианский период Бог даст евреям "новое сердце, "убирая тем самым желание делать зло. С этого момента, еврейский народ будет служить Богу всем сердцем и никогда более не будут нарушать первый Завет. Иеремия. 32:38—40, Иезекииль 11:9-20, Иезекииль 36:26-27)][14]

Для нееврев существуют Семь заповедей Ноя. См. также Иудейская эсхатология.

### Православное богословие
Православные богословы так интерпретируют пророчество Иеремии о новом завете:
- Новый завет будет установлен самим Богом[15].
- Ветхозаветная Церковь войдёт в новозаветную эпоху целиком: «Израиль и Иуда»[16].
- Новый Завет будет иным, чем старый; прежний Завет уходит в прошлое. Будет положено начало новым отношениям Бога и человека.
  - В отличие от нарушенного завета (Иер. 11), Новый завет не будет нарушен[17].
- Новый завет и его участники:
  - Новый Завет будет «внутренним» Законом, так как писаный Закон не может выразить все намерения и требования Бога. Религиозная жизнь будет жизнью личной. Новый завет восполнит несовершенство ветхого, которое заключалось в неспособности людей соблюсти его (2Кор. 3:14, Евр. 8:7).
  - Любовь к Богу как «познание Бога» в Новом Завете будет в центре человеческого существования. Она станет новой природой человека.
  - Ветхозаветная формула «Я ваш Бог, и вы Мой народ» обозначит глубокую внутреннюю связь человека со своим небесным Отцом, Церкви — с её Богом-Спасителем[18]. Праведный слуга, который своей жертвой искупит народ (например, Ис. 53:4, Ис. 53:5, Ис. 53:8, Ис. 53:10, Ис. 53:12; ср. Евр. 9:12, Евр. 9:15, Евр. 10:1—4, Евр. 10:10, Евр. 10:18) даст благодать в Новом завете.

Пророчество Иеремии, 31:31—34 читается в Православной Церкви в Великую Субботу (14я паремия). Богословски это объясняется тем, что ветхому завету положен конец крёстной жертвой за грехи людей. Начало нового завета в смерти Христа. Обновлённые люди объединяются кровью Христа в единый новый Божий народ.

### Евангелическая церковь
- Новый завет лучше, так как он не ставит никаких условий. Он духовный, а не плотский. Всеобщий, а не частный. Вечный, а не временный. Индивидуальный, а не национальный. Внутренний, а не внешний.
- "Завет закона" (Торы) обещал благословение за послушание, но грозил смертью за непослушание. Он требовал праведности, но не наделял способностью её производить. Новый завет — завет благодати, не ставящий никаких условий. Он вменяет праведность в заслугу там, где её нет. Он учит людей жить праведно, даёт им для этого силу и награждает их, если они так живут.
- Первый завет основывался на обещании человека повиноваться (Исх. 19,8; 24,7), а поэтому судьба его была недолгой. Новый завет с начала и до конца — изложение того, что обязуется сделать Бог; в этом его сила.
- Новый завет имеет отношение прежде всего к израильскому народу, а не к Церкви. Полностью он исполнится, когда Христос вернётся, чтобы царствовать над покаявшимся и искупленным народом. Тем временем некоторыми из благословений завета наслаждаются все верующие.
- Новый завет обещает неправедным людям милость и вечное забвение их грехов[19].

### Баптизм
- В новом завете даётся окончательное откровение завета благодати.
  - «завет благодати» — это единый Божественный план спасения от начала мира и до самого его конца.
  - Завет благодати не может быть нарушен. Все, кто в завете с Богом, спасутся.
- Старый завет мог быть нарушен. Он не гарантировал спасения, или стойкости до конца тем, с кем он был заключён Иер. 31:32; Евр. 8:7-8). В этом был его недостаток, но новый завет гарантирует спасение и стойкость до конца тем, с кем он заключён Иер. 31:33, 34; Евр. 10:11-18; Иер. 32:40).
- Никто из тех, с кем заключён новый завет, не погибнет.
- Необходима личная уверенность в стойкости до конца и спасении, поэтому с детьми верующих новый завет не может быть заключён[20].

### Сравнение иудейского и христианского толкований
В то время как иудейская религия понимает «дом Израилев» в узком смысле, христиане считают, что пророчество об «Израиле и Иуде» говорит, что новозаветная Церковь будет вселенской: к Господу «придут народы от краев земли» (Иер. 16,19)
С христианской точки зрения, Новый завет — это качественно новые отношения между Богом и людьми, установленные через посредничество Иисуса Христа и включающие всех людей, как евреев, так и язычников, несущие мир и послушание замыслу Бога в мессианскую эпоху. Новый завет также уничтожает проклятие смерти, тяготевшее на всех людях начиная с Адама, для всех, принимающих завет, как евреев, так и язычников, и «поглощена будет смерть навеки» Ис. 25:8) после того, как все люди будут судимы за свои грехи после явления Мессии (см. также Вечная жизнь)
В те дни уже не будут говорить: «отцы ели кислый виноград, а у детей на зубах оскомина», но каждый будет умирать за своё собственное беззаконие; кто будет есть кислый виноград, у того на зубах и оскомина будет. Вот наступают дни, говорит Господь, когда Я заключу с домом Израиля и с домом Иуды новый завет — Иер. 31:29-31] 
Апостол Павел утверждает, что Синайский завет не сохранял евреев от греха и смерти и не был дан для язычников, а Новый завет, как верят христиане, прекращает грех и смерть для каждого, кто его принимает и, таким образом, не может быть просто обновлением Закона Моисеева.

### Различные христианские толкования
Диспенсационализм
Диспесационалистский взгляд на природу Израиля, с которым заключён Новый завет, заключается в том, что этот прежде всего «духовный народ», состоящий из принявших Христа как Мессию евреев и из язычников, которые в Новом завете получили возможность присоединиться к обетованиям евреев. Этот «духовный Израиль» основан на вере Авраама (Римл. 4:9-12), который принёс дары Мелхиседеку, что по христианской вере прообразует веру в Иисуса как Мессию (Христа) и Господа «по чину Мелхиседекову». Апостол Павел говорит, что не дети Божии — это не потомки Авраама по плоти, а потомки по обетованию (то есть его духовные наследники) 

Но не то, чтобы слово Божие не сбылось: ибо не все те Израильтяне, которые от Израиля; и не все дети Авраама, которые от семени его, но сказано: в Исааке наречется тебе семя. То есть не плотские дети суть дети Божии, но дети обетования признаются за семя. — Римл. 9:6-8

Участие в Новом завете
Богословы различных христианских конфессий имеют различное понимание того, кто призван участвовать в новом завете. В протестантизме различия могут быть настолько значительными, что вызывают разделения на различные деноминации. Первое различие — между кредобаптистами, считающими, что только верующие являются членами Нового завета, и педобаптистами, считающими, что также дети верующих, ещё не сделавшие свой осознанный выбор веры, входят в Новый завет. Затем, среди педобаптистов существуют различные мнения о природе вхождения детей в Новый завет.
Знание Бога
см. Претеризм
Другое различие в понимании нового завета лежит между претеристами, верящими, что Новый завет уже явлен полностью и что знание Бога, дающееся в новом завете и есть залог спасения, и теми, кто верит, что Новый завет ещё не явлен полностью, но будет явлен во втором пришествии и что вошедшим в Новый завет будет дано совершенное знание. Это различие в понимании имеется не только между иудеями и христианами, но и между различными христианскими конфессиями. В общем и целом, те, кто считают что новый завет уже явлен — это христиане, практикующие крещение верующих, так как верят, что новый завет является более данностью настоящего, чем будущего. Те же кто считают, что новый завет ещё не явлен, как правило крестят младенцев, а также относятся к диспенсационалистам, так как считают, что Новый завет ещё не явлен.
Суперсессионизм
Свободная воля
Существует также точка зрения, высказанная, в частности, Марком Цви Бреттлером в его книге «Как читать Библию», что Новый завет, являясь продолжением закона Моисея, отличается от последнего тем, что евреям уже не будет дан выбор, следовать постановлениям завета или нет, они будут просто вынуждены к этому, так как закон будет в их сердцах и они не будут способны грешить. Такая точка зрения — отражение дискуссий о свободной воле человека, возникших в 1930 годы в протестантской среде США.
Небольшая часть протестантских общин, такая как, например, Движение священного имени (Sacred Name Movement), основанное в 1930 годы в США, считают для себя обязательным соблюдение некоторых или всех мицвот закона Моисея или других иудейских обрядов, например, соблюдение кашрута.

### Царство Божие
Новый завет и Царство Божие — два очень тесно связанных понятия. Иногда даже они являются синонимичными понятиями. Иисус часто говорил о Царствии Божием, реже — упоминал Новый завет. В следующем пассаже из евангелия от Луки Иисус использует оба понятия, на Тайной вечери говоря об одном и том же грядущем событии, своих смерти и воскресении. Лк. 22:14—23

И когда настал час, Он возлег, и двенадцать Апостолов с Ним, и сказал им: очень желал Я есть с вами сию пасху прежде Моего страдания, ибо сказываю вам, что уже не буду есть её, пока она не совершится в Царствии Божием. И, взяв чашу и благодарив, сказал: приимите её и разделите между собою ибо сказываю вам, что не буду пить от плода виноградного, доколе не придет Царствие Божие. И, взяв хлеб и благодарив, преломил и подал им, говоря: сие есть тело Мое, которое за вас предается; сие творите в Мое воспоминание. Также и чашу после вечери, говоря: сия чаша есть Новый Завет в Моей крови, которая за вас проливается. И вот, рука предающего Меня со Мною за столом; впрочем, Сын Человеческий идет по предназначению, но горе тому человеку, которым Он предается. И они начали спрашивать друг друга, кто бы из них был, который это сделает.

В евангелии от Иоанна встречаем такие слова Иисуса Ин. 18:36) :

Иисус отвечал: Царство Мое не от мира сего; если бы от мира сего было Царство Мое, то служители Мои подвизались бы за Меня, чтобы Я не был предан Иудеям; но ныне Царство Мое не отсюда.

В евангелии от Луки о Царствии Божием есть такие слова Лк. 17:20, 21):

Быв же спрошен фарисеями, когда придет Царствие Божие, отвечал им: не придет Царствие Божие приметным образом, и не скажут: вот, оно здесь, или: вот, там. Ибо вот, Царствие Божие внутрь вас есть.